# Clan Ryūzōji
Il Clan Ryuzoji (龍造寺氏?, Ryuzoji-shi) fu un potente clan di samurai del Giappone medievale durante l'epoca Sengoku, e dominava la provincia di Hizen dal 1553, dopo aver soppiantato gli Shoni. Sotto il comando di Ryuzoji Takanobu, il clan divenne uno dei più potenti del Kyūshū. Takanobu controllò la provincia fino al 1584, quando perì a Okitanawate, segnando il declino del clan.

## Storia
Il clan fu fondato da Fujiwara no Suie nel 1186. Il clan era allora alleato con Ashikaga Takauji nel 1336, ma fu sconfitto in battaglia dal clan Ōtomo a est e dal clan Shimazu a sud.

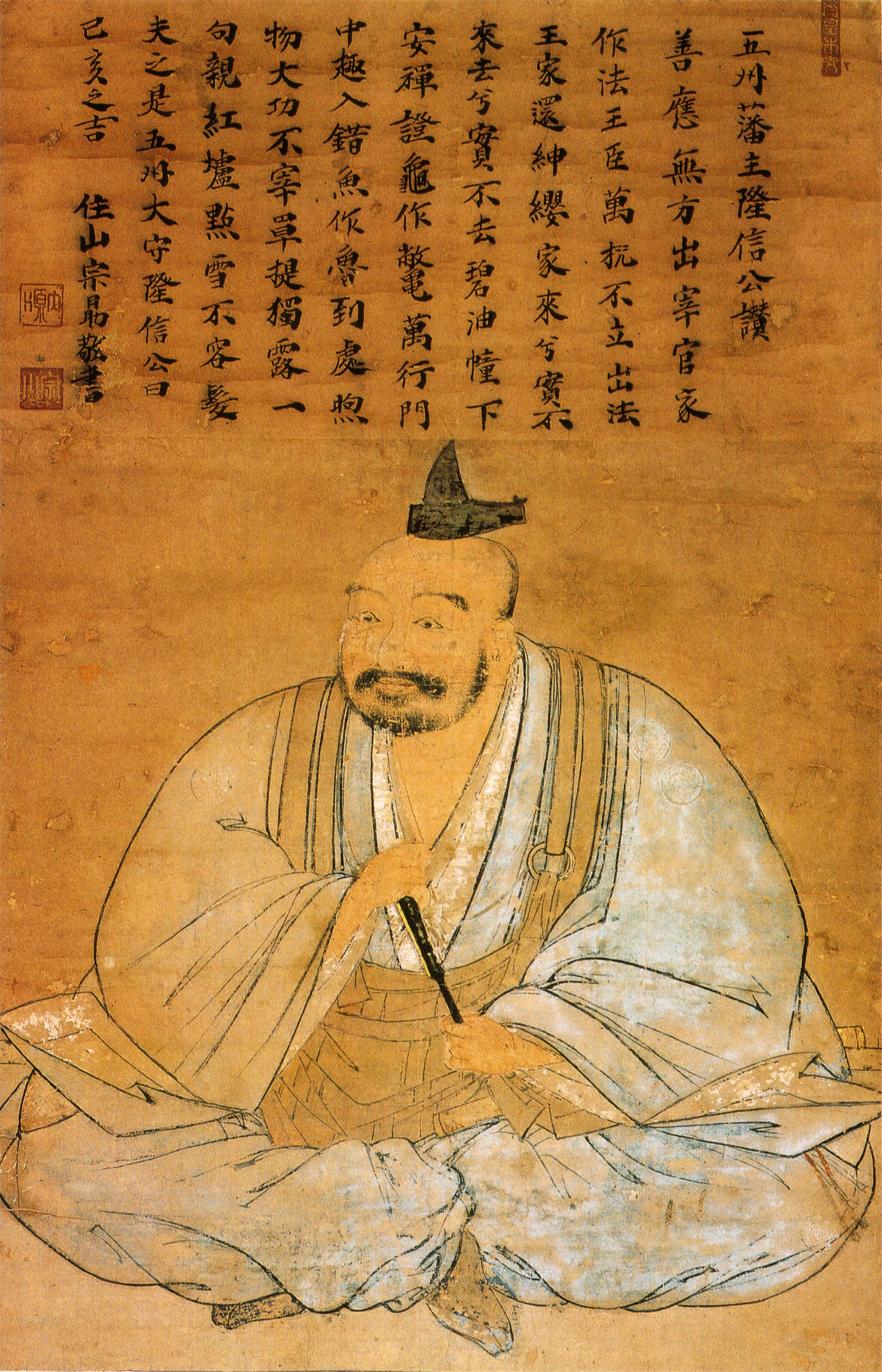
Ryūzōji Takanobu

Ryūzōji Takanobu è noto per aver espanso i possedimenti del clan, a spese del clan Shōni dei quali erano antichi servitori. Takanobu espanse i territori del clan muovendo guerra contro i clan confinanti fino a quando i suoi territori vennero invasi dal clan Shimazu. 
Ryūzōji Masaie (1556–1607) fu figlio ed erede di Takanobu. Nel 1587 Masaie si unì alle forze di Toyotomi Hideyoshi quando ebbe inizio la campagna di Kyūshū, e fu al contempo nominato signore del castello di Saga (350,000 koku); il controllo sul castello passò successivamente a Nabeshima Naoshige, vassallo di Hideyoshi. Tale avvenimento segnò la fine del clan come forza indipendente.

## Membri importanti del clan[3]
- Ryūzōji Iekane (龍造寺 家兼?; 1454 - 1546) figlio di Yasuie, fu vassallo di Shōni Masasuke e con quale combatté contro Ōtomi Yoshioki della provincia di Bungo. Quando Masasuke fu sconfitto e ucciso (1506), Iekane radunò un'armata e sconfisse gli Ōtomo. Li sconfisse nuovamente nella battaglia di Chikugogawa nel 1530. Dopo questa vittoria il clan Ryūzōji soppiantò gradualmente gli Shōni nel controllo della provincia di Hizen. Tuttavia nel 1544 un altro servitore degli Shōni, Baba Yorichika, preoccupato dal potere di Iekane, organizzò una trappola per Iekane. Sebbene Iekane perse molti membri della sua famiglia nell'attacco di Yorichika, fuggì nella provincia di Chikugo e si riparò da Kamachi Akimori, il signore del castello di Yanagawa. Nonostante Iekane avesse quasi 90 anni, guidò un esercito a Hizen l'anno seguente sconfiggendo e uccidendo Baba. Morì il 10 aprile 1546.

- Ryūzōji Chikaie (龍造寺 周家?; 1504 - 1545) servitore Shōni ed erede di Iekane. Venne ucciso da Baba Yorichika durante il complotto di quest'ultimo per eliminare gli Ryūzōji.
- Ryūzōji Tanehide (龍造寺 胤栄?; 1524 - 1548) Tanehide era il figlio maggiore di Ryūzōji Tanehisa e il diciottesimo signore del Ryūzōji. Fu in grado di dare supporto a Iekane quando quest'ultimo contrattaccò Baba Yorichika nel 1545. Morì per cause naturali nel 1548.

- Ryūzōji Takanobu (龍造寺 隆信?) (1530 - 1584): figlio ed erede di Chikaie, fu diciannovesimo capo del clan. Il suo soprannome era l'orso di Hizen e durante il suo comando i Ryūzōji raggiunsero l'apice della forza. Morì nella battaglia di Okitanawate.

- Ryūzōji Nobuchika (龍造寺 信周?; 1532 - 1608) Nobuchika era il secondo figlio di Chikaie e fratello minore di Takanobu. Dopo il declino degli Ōtomo assistette con determinazione il fratello nell'espansione dei territori del clan. Dopo la morte di Takanobu assistette Masaie in materia amministrativa.

- Ryūzōji Naganobu (龍造寺 長信?; 1538 - 1613) Naganobu era il terzo figlio di Chikaie e fondò la famiglia Taku. Gli fu dato il kanji 'naga' nel suo nome dal signore di Yamaguchi, Ōuchi Yoshinaga.

- Ryūzōji Masaie (龍造寺 政家?;  1556? - 1607) Masaie era il figlio maggiore di Takanobu. In seguito alla sconfitta e alla morte del padre nel 1584 per mano del clan Shimazu, Masaie accettò una tregua con questi ultimi. Era un leader debole sia fisicamente che come capatità di governo e subì la defezione di alcuni dei suoi servitori in breve tempo. Trasferì rapidamente la sua fedeltà a Toyotomi Hideyoshi nel 1587 e fu confermato in sei distretti di Hizen (del valore di circa 350.000 koku). Successivamente le sue terre vennero trasferite a Naoshige.

- Egami Ietane (江上 家種?; morto 1593) Ietane era il secondo figlio di Takanobu e fu adottatò in gioventù da Egami Takeshi. Partecipò alla battaglia di Okitanawate e quando seppe che il padre era stato colpito si scagliò con impeto contro le file nemiche. In seguito divenne un servitore di Nabeshima Naoshige. Morì in Corea nel 1593, non è noto se di malattia o colpito in battaglia.

- Gotō Ienobu (後藤 家信?; 1563 - 1622) terzo figlio di Takanobu, fu adottato da Gotō Takaaki. Si avvicinò al cristianesimo e si fece battezzare provocando le ire del padre. Rinunciò alla religione fino alla morte del padre avvenuta nel 1584, quando si fece nuovamente battezzare entrando in contrasto questa volta col fratello Masaie. Fece parte della spedizione che ruppe il lungo assedio di Ulsan nella seconda campagna Coreana.